# Masaya Matsumoto
Masaya Matsumoto (jap. 松本昌也 Matsumoto Masaya; ur. 25 stycznia 1995 w Nakatsu, prefekturze Ōita) – japoński piłkarz występujący na pozycji pomocnika, zawodnik Júbilo Iwata.

## Życiorys

### Kariera klubowa
W latach 2013–2016 był zawodnikiem japońskiego klubu Oita Trinita.
1 stycznia 2017 podpisał kontrakt z japońskim klubem Júbilo Iwata, umowa do 31 stycznia 2020.

### Kariera reprezentacyjna
Był reprezentantem Japonii w kategoriach wiekowych U-17 i U-20.

## Sukcesy

### Klubowe
Oita Trinita
- Zwycięzca J3 League: 2016